# Östlig gyllingnålfågel
Östlig gyllingnålfågel (Lobotos oriolinus) är en fågel i familjen gråfåglar inom ordningen tättingar.

## Utseende och läte
Östlig gyllingnålfågel är en 19 cm lång fågel med en fjäderdräkt påminnande om afrikanska gyllingar, därav namnet. Den har glansigt blåsvart huvud med resten av fjäderdräkten bjärt orange eller gult, på vingarna mer olivgrönt. Karakteristiskt är stora orangegula flikar vid näbbroten.

## Utbredning och status
Fågeln förekommer i Centralafrika från södra Kamerun till sydvästra Centralafrikanska republiken, östra Demokratiska republiken Kongo och Gabon. IUCN placerar den i hotkategorin kunskapsbrist.